# Tricyclea spiniceps
Tricyclea spiniceps är en tvåvingeart som beskrevs av Malloch 1929. Tricyclea spiniceps ingår i släktet Tricyclea och familjen spyflugor. Inga underarter finns listade i Catalogue of Life.